# Bryła sztywna
Bryła sztywna (inaczej: ciało sztywne, ciało rozciągłe) – pojęcie używane w fizyce oznaczające ciało fizyczne, którego elementy (części, punkty materialne) nie mogą się względem siebie przemieszczać.
Jest to idealizacja ciał fizycznych, w których uwzględnia się zmiany położenia ich punktów względem siebie i określa się je mianem ośrodków ciągłych.
Położenie, a tym samym i ruch, ciała sztywnego można opisać przez określenie położenia jego wybranego dowolnego punktu, oraz określenie obrotu. Do opisu położenia w trójwymiarowej przestrzeni potrzeba 3 współrzędnych, tak samo do określenia obrotu bryły trzeba 3 współrzędne. W wyniku tego, ciało sztywne w trójwymiarowej przestrzeni ma sześć stopni swobody.
Pojęcie punktu materialnego jest uproszczeniem bryły sztywnej, zakładającym, że ruch obrotowy ciała z pewnych względów nie jest istotny.

## Przykład
Pewną ilustracją zachowania się ciała, które w dobrym przybliżeniu jest bryłą sztywną lub nie, jest próba wprawienia w ruch obrotowy jajka. Jajo gotowane jest bryłą sztywną i długo obraca się po pokręceniu. Jajko surowe jest wypełnione cieczą i dlatego nie jest bryłą sztywną. Po lekkim pokręceniu jego wnętrze pozostaje nieruchome, czyli jako całość ma średnio bardzo niewielką prędkość obrotową, dlatego po ustaniu pokręcania dość szybko wytraca prędkość.

## Wybrane rodzaje ruchu ciała sztywnego
Za wyróżnione rodzaju ruchu ciała sztywnego można uznać:
- ruch postępowy – dowolna prosta łącząca punktu ciała sztywnego jest bez przerwy równoległa do pierwotnego położenia[4],
- ruch obrotowy wokół stałej osi – ciało ma ustaloną stałą oś obrotu, która nie może się zmienić. Liczba stopni swobody ciała wynosi jeden[5],
- ruch płaski – tory punktów ciała sztywnego położone są w płaszczyznach równoległych do wybranej nieruchomej płaszczyzny, która nazywana jest  płaszczyzną kierującą. W celu zbadania ruchu ciała wystarczające jest określenie zachowania przekroju równoległego do płaszczyzny kierującej[6],
- ruch kulisty – jeden punkt ciała sztywnego pozostaje nieruchomy[7].